# Вільгельмінаорд
Вільгельмінаорд (нід. Wilhelminaoord) — село в нідерландській провінції Дренте. Входить до муніципалітету Вестервелд. Назване на часть Вільгельміни Прусської.
Його площа становить 2,49 км², а населення станом на 2021 рік складало 935 осіб.

## Галерея

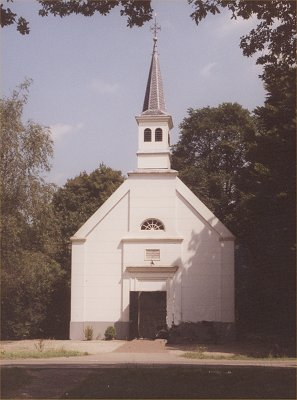
Церква у Вільгельмінаорді
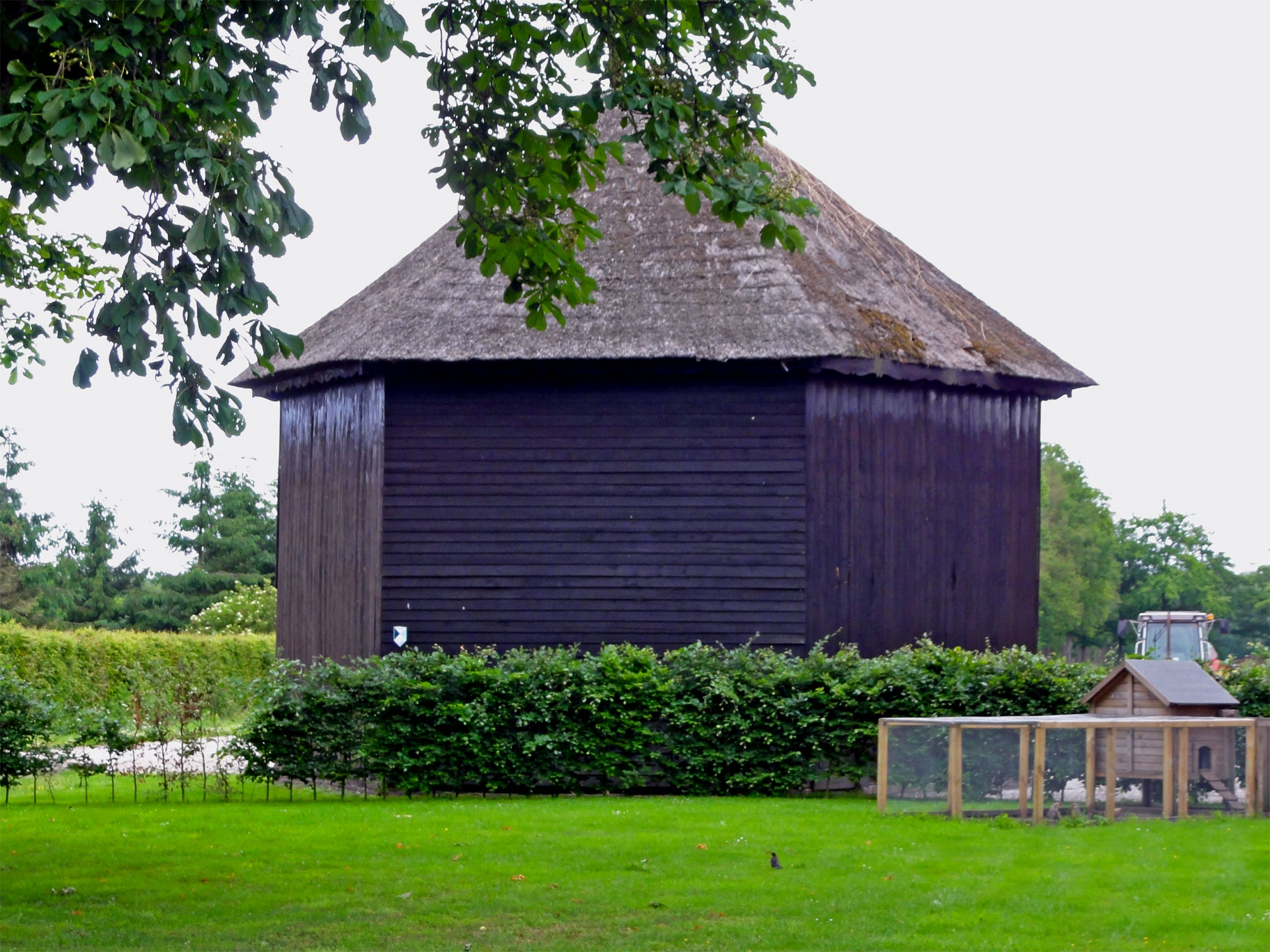
Повітка у селі
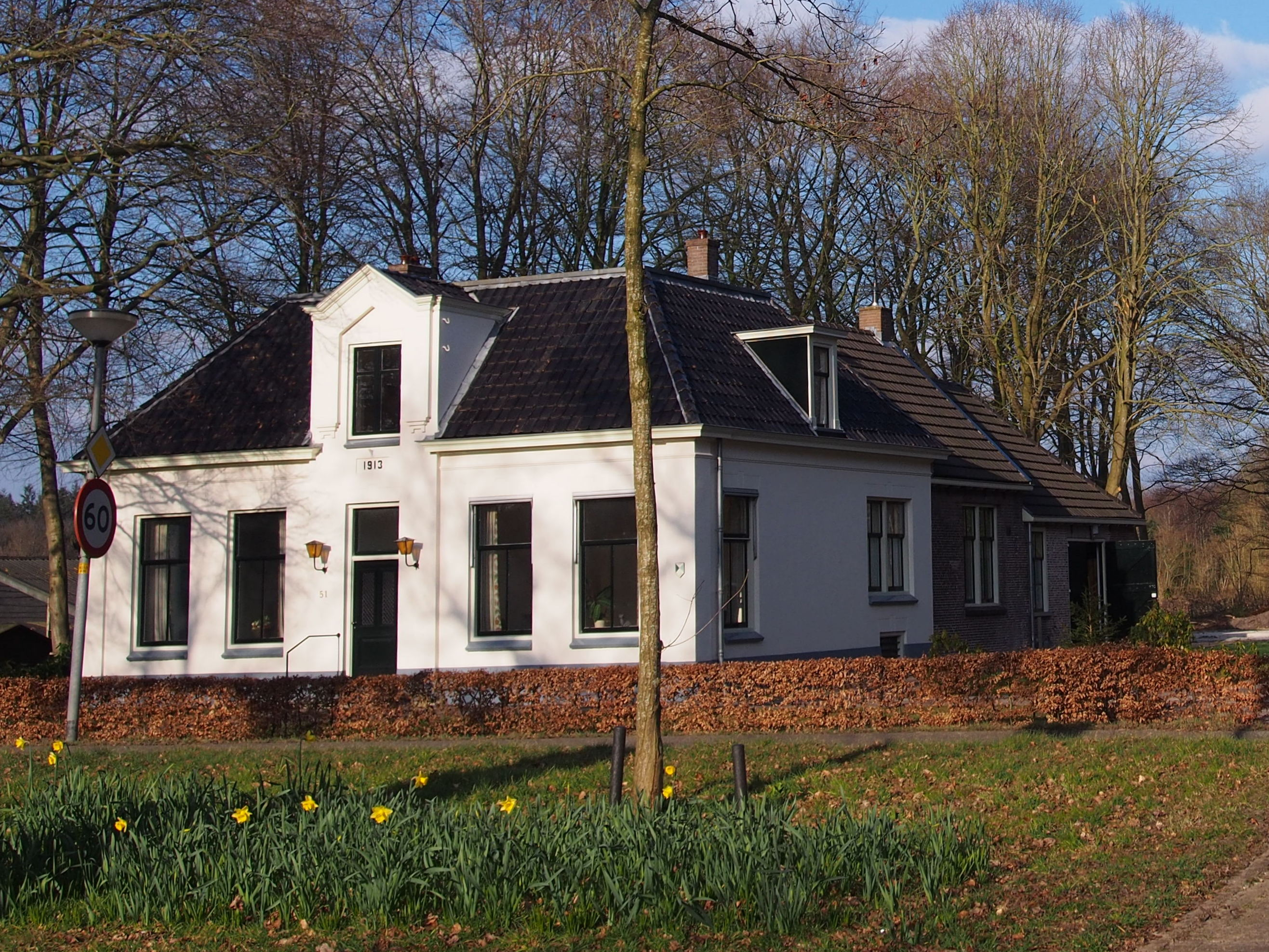
Ферма у Вільгельмінаорді
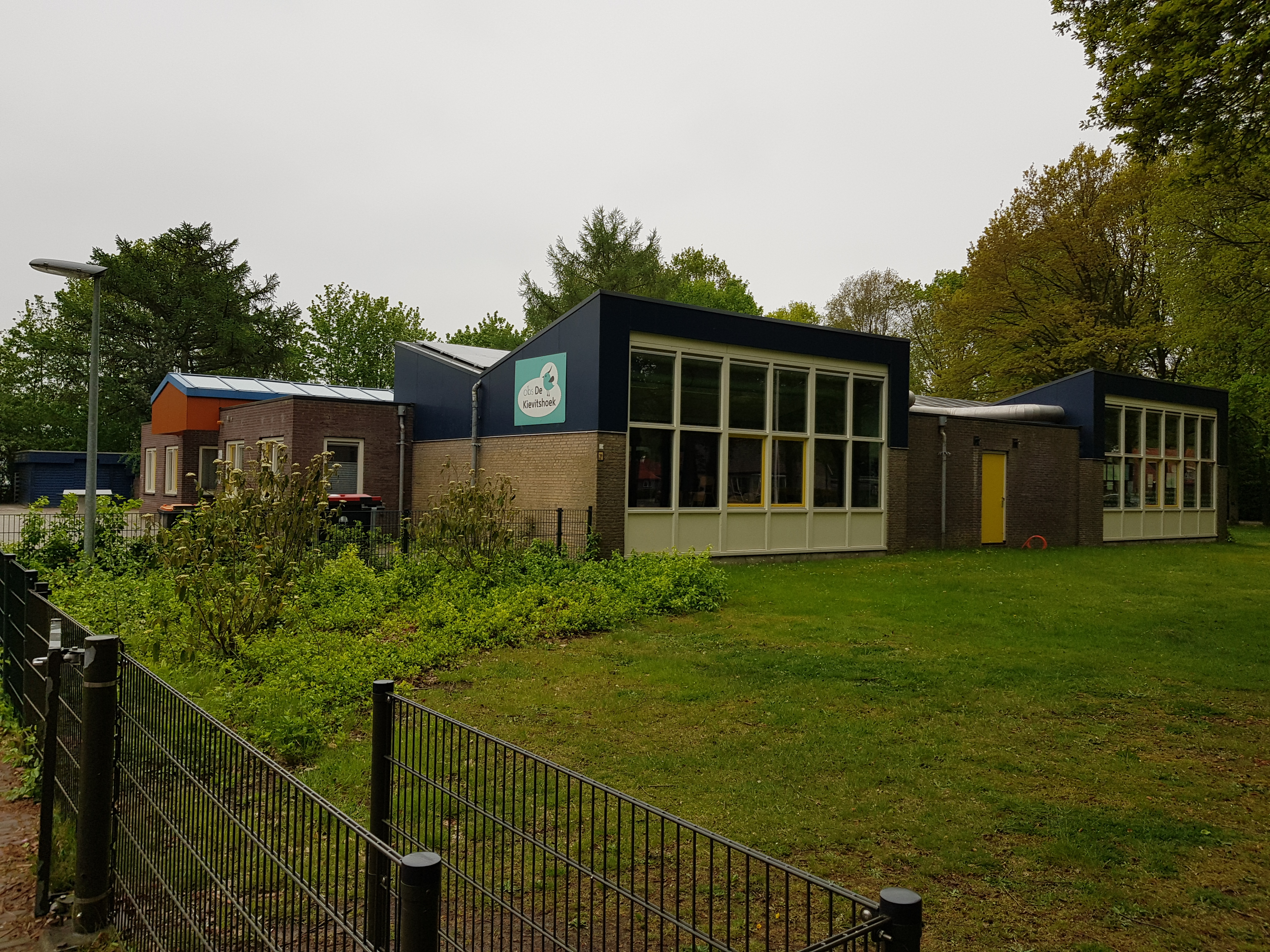
Будівля школи